# Verbena carnea
Verbena carnea là một loài thực vật có hoa trong họ Cỏ roi ngựa. Loài này được Medik. miêu tả khoa học đầu tiên năm 1784.